# Internalizovaný útlak
V teorii sociální spravedlnosti je internalizovaný útlak definován jako koncept, kdy utlačovaná skupina používá metody utlačující skupiny proti sobě samé. Nastává v situaci, kdy jedna skupina cítí, že není tak hodnotná oproti druhé skupině, a tak se této společensky lépe hodnocené skupině snaží vyrovnat.
Členové marginalizovaných skupin mohou mít utlačovatelský pohled na svou vlastní skupinu nebo potvrzovat negativní stereotypy o sobě samých. Internalizovaný útlak se může projevovat na individuální nebo skupinové úrovni a může vést ke konfliktům nebo diskriminaci uvnitř skupiny.
Může se vyskytovat i mezi přistěhovalci a jejich potomky. Pokud hostitelská komunita znehodnocuje etnický původ, rodný jazyk nebo kulturu cizince, může se přistěhovalec cítit méněcenný. To může vést k sebenenávisti, která se projevuje přehnanou konformitou vůči dominantním normám. Přistěhovalec může také reagovat asimilací a akulturací.

## Typy
Internalizovaný rasismus se projevuje tehdy, když příslušník skupiny, která je terčem rasismu, zaujímá rasistický postoj vůči své vlastní skupině. Svědčí to o nedostatku sebevědomí. Internalizovaný rasismus je důsledkem internalizovaného kolonialismu, kdy kolonizovaný národ ztrácí svou identitu a přejímá hodnoty kolonizující společnosti. K tomu může docházet postupně, po dlouhou dobu. Příkladem internalizovaného kolonialismu je praxe bělení kůže, která se vyskytuje jako součást kolorismu v Africe a Asii.
Internalizovaná homofobie, známá také jako internalizovaný heterosexismus, se v LGBT komunitě objevuje tehdy, když si lidé osvojí heterosexistické postoje dané kultury. Má pozitivní korelaci s citovým strádáním a negativní korelaci se sebevědomím. Internalizovaná homofobie je silně spojena s pocitem viny a studu (zejména u mladých lidí) a je spojena se zvýšenou úzkostí, depresí a sebevraždami.
V případě internalizovaného sexismu si lidé (zpravidla ženy) osvojují utlačovatelské postoje vůči svému pohlaví, které jsou zakořeněny v jejich kultuře. Příkladem je slut-shaming, kdy ženy kritizují prohřešky proti přijatým pravidlům sexuálního chování na sobě i na jiných ženách.
K různým formám internalizovaného útlaku může docházet, pokud člověk patří k více utlačovaným skupinám. Žena jiné barvy pleti může například zažívat internalizovaný rasismus a internalizovaný sexismus. Osoba jiné barvy pleti, která je homosexuální, pak může zažívat internalizovaný rasismus a internalizovanou homofobii.

## Příčiny
Internalizovaný útlak "nastává, když si člověk internalizuje utlačovatelské předsudky a zaujatost vůči skupině, ke které patří". Dochází k němu, když "sociální útlak, jako je rasismus, sexismus, ableismus, heterosexismus, třídní, genderový a náboženský útlak a antisemitismus", je "zaveden a působí ve prospěch jakékoli dominantní skupiny". Internalizovaný útlak "závisí na systémovém omezování, blokování a podkopávání úspěchu, inovací a moci" utlačovaných jednotlivců nebo skupin. Někteří lidé budou kopírovat (a internalizovat) "institucionalizované odmítání odlišností" a nebudou "zkoumat zkreslení, která vyplývají z ... nesprávného pojmenování těchto odlišností a jejich vlivu na lidské chování a očekávání".

## Dopady
Pokud jsou ženy obklopeny lidmi, kteří je považují za podřízené, neschopné nebo neovládající své chování, je pravděpodobné, že ženy začnou samy sebe chápat podobně, i když podvědomě. Internalizovaný útlak podporuje přesvědčení, že "já" nemůže být autonomní, že není hodno moci a že je pouze objektem sexuálního uspokojení (viz sexuální objektifikace). Psychický útlak může poškodit vztah člověka k sobě samému. Vzhledem k tomu, že ti, kdo mají internalizované utlačovatelské předsudky, se často dopouštějí chování, které tyto předsudky dále udržuje, je internalizovaný útlak nejen symptomem utlačovatelského sociálního klimatu, ale představuje také mechanismus jeho další existence.
Podle doktorandek z University of Massachusetts Amherst Valerie Josephové a Tanyi O. Williamsové "hluboké rasové sebezapření, ... internalizovaná rasová nenávist a internalizovaný útlak ... bránily jejich lidskému a vědeckému růstu a brzdily jejich schopnost být ... hlubokými, silnými a krásnými ...". Lidé se mohou cítit "zavázáni k projektu dodržování hodnot a cílů" dominantní společnosti. Internalizovaný útlak se může objevit také u osob se zdravotním postižením, které se mohou distancovat od ostatních osob se zdravotním postižením, aby se vyhnuly spojování s těmi, které společnost může považovat za "slabé" nebo "líné".
Nabina Liebowová napsala: "Lidé jiné barvy pleti, kteří internalizují stereotypy týkající se kriminality a morální deviace ... se mohou ... považovat za vyvrhele v morální komunitě" a mohou se "zapojit do chování, které tyto předsudky dále upevňuje ...". Naplňování těchto stereotypů dále posouvá člověka mimo morální společenství a prohlubuje jeho poškozenou morální identitu ... Internalizace stereotypů o kriminalitě a morální deviaci může vést k všudypřítomnému pocitu viny ... Přetrvávající pocity viny mohou mít za následek komplikace v oblasti duševního zdraví, jako jsou deprese" a "opakované vystavení pocitu viny a podobným pocitům bylo spojeno s řadou zdravotních problémů, jako je "dysfunkční copingové strategie, obezita a porušená glukózová tolerance spolupodílející se na vzniku diabetu 2. typu".

## Projevy
Podle Audre Lordeové patří mezi projevy internalizovaného útlaku dobrovolná izolace. Vztah mezi staršími členy utlačované skupiny a mladšími členy téže skupiny popisuje jako "opovrženíhodný, podezřelý nebo přehnaný". Tento generační rozdíl vede k "historické amnézii", kdy utlačované menšiny opakují proces učení a nedokážou předat znalosti dalším generacím. Lordeová uvádí, že utlačovaní lidé jsou "povzbuzováni k tomu, aby ze sebe vyňali nějaký aspekt a prezentovali ho jako smysluplný celek, čímž zastíní nebo popřou ostatní části svého já". Mohou se zdráhat prolomit falešné stereotypy, které je obklopují, nebo verbalizovat odpor vůči násilí. Nejčastějším projevem je nenávist k sobě samému.
Mezi rasové projevy patří "mnohostranné a extrémní psychologické, sociální a ekonomické sebemrskačství", tendence "podřizovat se bělochům" a pocit, že "nejsou dost černí". Vlastní já je vnímáno jako snížený, deviantní, zločinný a nezasloužený morální činitel. Sandra Bartkyová identifikovala poruchy v oblasti vnímání těla, projevů pohlaví a dynamiky moci jako projevy internalizovaného sexismu u žen.

## Řešení
Podle Audre Lordeové "pánovo nářadí nikdy nerozloží pánův dům... Nejplnější koncentrace energie je mi k dispozici pouze tehdy, když otevřeně integruji všechny části toho, kým jsem, a nechávám sílu z konkrétních zdrojů mého prožívání volně proudit tam a zpět skrze všechna svá různá já, bez omezení v podobě vnějškově vnucených definic". "Abychom vykořenily internalizované vzorce útlaku", musí ženy "rozpoznat rozdíly mezi ženami, které jsou nám rovné (nejsou ani podřízené, ani nadřízené) a vymyslet způsoby, jak využít vzájemné odlišnosti k obohacení našich vizí a našeho společného boje ... identifikovat a rozvíjet nové definice moci a nové vzorce vztahů napříč odlišnostmi ... zostřit sebedefinici tím, že vystavíme sebe sama v práci a boji společně s těmi, které definujeme jako odlišné od nás, ačkoli mají podobné cíle".
Aby porozuměli internalizovanému útlaku a překonali ho, připravili Joseph a Williams workshop, který "představí a prodiskutuje otázky socializace, stereotypů, internalizovaného útlaku a nadvlády". Tento "model vzdělávání v oblasti sociální spravedlnosti ... podporoval model vedení agent/cíl", v němž se spojili zástupci utlačovatelské a utlačované vrstvy, aby vedli "účastníky k vypracování akčního plánu k řešení rasismu". Doporučovali, aby strach, který "zbyl z diskuse o rase, rasismu a internalizovaném rasismu", šel stranou a "o rase se mluvilo otevřeně, upřímně, reflexivně a promyšleně", přičemž "potřeba vyjádřit ... bolest, potřeba vynést na povrch skutečnosti, potřeba osvětlit historii, která byla a stále je ignorována", je větší než strach z diskuse o těchto otázkách. Vnitřně utlačovaní se musí naučit, jak byli indoktrinováni, "zapojit se do procesu odmítání internalizované podřízenosti jako každodenní volby".

## Příbuzné teorie
Francouzský filozof Michel Foucault "tvrdí, že vznik parlamentních institucí a nových koncepcí politické svobody byl doprovázen temnějším protipohybem, vznikem nové a bezprecedentní disciplíny namířené proti tělu. Od těla se nyní vyžaduje víc než pouhá politická loajalita nebo schvalování produktů jeho práce: nová disciplína napadá tělo a snaží se regulovat samotné jeho síly a operace, ekonomiku a efektivitu jeho pohybů ... výroba 'poslušných těl' vyžaduje, aby byl nepřetržitý nátlak zaměřen na samotné procesy tělesné činnosti, nikoliv pouze na jejich výsledek; tato 'mikrofyzika moci' fragmentuje a rozděluje čas, prostor a pohyby těla".
Panoptikon anglického filozofa 18. století Jeremyho Benthama je teoretickým vzorem Foucaultových myšlenek. Jeho neustálý stav dohledu, vnucený represivní vnější silou, slouží k tomu, "aby ve vězni vyvolal stav vědomí a permanentní viditelnosti, který zajišťuje automatické fungování moci. Každý se sám sobě stává svým vlastním věznitelem".